# Stenatkina heveli
Stenatkina heveli är en insektsart som beskrevs av Young 1986. Stenatkina heveli ingår i släktet Stenatkina och familjen dvärgstritar. Inga underarter finns listade i Catalogue of Life.